# Eberhard de Nysa
 (août 2009).
Si vous disposez d'ouvrages ou d'articles de référence ou si vous connaissez des sites web de qualité traitant du thème abordé ici, merci de compléter l'article en donnant les références utiles à sa vérifiabilité et en les liant à la section « Notes et références ».
Eberhard de Nysa (en allemand Eberhard von Neiße, en polonais Eberhard z Nysy), né vers 1250 à Nysa (Silésie) et décédé le 25 mai 1326 à Heilsberg (État teutonique), fut évêque de Varmie de 1301 jusqu'à sa mort. 

## Biographie
Né dans une famille bourgeoise à Nysa en Silésie, Eberhard choisit une carrière ecclésiastique et est ordonné prêtre. Il fut prévôt et notaire d'Henri Fleming (mort en 1300), évêque de Varmie, à partir de 1284, et également curé de Braunsberg dès 1287.
Après la mort d'Henri Fleming, le 15 juillet 1300, il a été élu son successeur dans le diocèse de Varmie ; confirmé par le chapitre de chanoines de l'archidiocèse de Riga. Il est sacré évêque le 6 octobre 1301. 
Il continue la politique de colonisation germanique de son diocèse, qui a été mise en place par son prédécesseur, notamment en encourageant la venue de colons de Silésie. C'est à son initiative que de nombreuses localités ont reçu les droits de ville, dont Heilsberg (1308), Frauenbourg (1310), Mehlsack (1312), Wormditt (1316) et Guttstadt (1325).
Eberhard meurt en 1326 à Heilsberg. Il fut inhumé dans la cathédrale de Frombork.